# Ptecticus pangmapensis
Ptecticus pangmapensis är en tvåvingeart som beskrevs av Rozkosny och Kovac 2003. Ptecticus pangmapensis ingår i släktet Ptecticus och familjen vapenflugor.
Artens utbredningsområde är Thailand. Inga underarter finns listade i Catalogue of Life.